# Ubaldo Scanagatta
Ubaldo Scanagatta (Firenze, 31 agosto 1949) è un giornalista, telecronista sportivo e personaggio televisivo italiano.

## Biografia
Nato da una famiglia originaria di Dongo e laureatosi in giurisprudenza, ha giocato a tennis durante i propri periodi universitari e collegiali negli Stati Uniti d'America. È stato campione italiano universitario, nel 1972, sia in singolare sia in doppio, riconquistando il titolo di doppio nel 1974. Ha raggiunto il titolo italiano di seconda categoria ed è stato convocato più volte nella squadra nazionale juniores con Adriano Panatta e Paolo Bertolucci. È arrivato fino al rango della prima categoria. Prima di entrare nel mondo universitario, ha ricevuto le proposte per sei borse di studio da tre college statunitensi, uno del Texas, uno dell'Oklahoma e uno della Louisiana, optando poi per l'Oral Roberts University di Tulsa in Oklahoma, università che vantava una buona squadra di tennis nella quale militavano diversi stranieri: spagnoli, cileni, norvegesi, indiani e della Guyana. È arrivato a diventatare il numero due di tale squadra e, al torneo di San Luis Potosi del 1973, ha sconfitto fra gli altri l'allora numero uno del Messico nonché membro della relativa squadra di Coppa Davis, Joaquín Loyo-Mayo, un professionista che ha poi disputato diversi tornei del Grande Slam.

### Giornalista
Scrive il primo articolo per La Nazione nel 1972, tra i vari argomenti coperti in carriera si specializza nello sport del tennis. A tal proposito ha seguito 170 tornei del Grande Slam: 51 Wimbledon, 49 Roland Garros, 40 US Open consecutivi e 30 Australian Open. Si è occupato anche dei tornei del circuito ATP, come cronista di più di 50 Internazionali d'Italia e altrettanti tornei di Montecarlo, insieme ai Masters di fine anno e i tornei a squadre quali la Coppa Davis e la Billie Jean Cup (ex Fed Cup). Ha "coperto" come inviato di varie testate 8 Edizioni dei Giochi Olimpici (Barcellona 1992, Sydney 2000, Atene 2004, Pechino 2008, Londra 2012, Rio de Janeiro 2016, Tokyo 2020-21 e Parigi 2024). Ha ricevuto come presidente dell'European Tennis Press il Ron Bookman ATP Award a Montecarlo nel 1994. Oltre che su La Nazione ha scritto migliaia di articoli in 50 anni per Il Resto del Carlino e Il Giorno.

### Telecronista
Il lavoro da telecronista si concentra principalmente sui match di tennis. Inizia a commentare per Mediaset, ma negli anni approda ad altre reti quali Capodistria, Tele+, La7 e infine Sky. Con Rino Tommasi, Gianni Clerici e Roberto Lombardi è stato parte del quartetto di telecronisti di tennis più popolare nel mondo del tennis italiano (Rino Tommasi ha definito quel quartetto in più di un suo libro "la miglior squadra di telecronisti mai schierata da una tv italiana"). Ha collaborato con Radio Rai, Radio Dimensione Suono, Radio Monte Carlo e Radio Sportiva. Dal 2012 dopo aver condotto su Canale 10 un programma settimanale di calcio chiamato Centrocampo, è diventato opinionista televisivo di calcio per Italia 7 Platinum ogni domenica e lunedì sera (insieme al vicedirettore de La Gazzetta dello Sport Luca Calamai e a Mario Tenerani) e spesso è ospite di trasmissioni di Radio Sportiva, Radio Bruno e interventi come opinionista per TGCOM24 (Mediaset). Scanagatta è conosciuto dagli appassionati di tennis per l'iconico dialogo dell'intervista a Novak Đoković "Not too bad" dopo che Novak ha vinto gli Australian Open nel 2019.

### Organizzatore
Dal 1974 fino al 1979 si è occupato dell'organizzazione e della programmazione in qualità di direttore del torneo ATP di Firenze giocato sulla terra battuta.

### Autore
Scanagatta ha prodotto diversi libri sul tennis italiano e non solo. Dal 1997 fino al 2011 ha pubblicato in collaborazione con Luca Marianantoni, noto statistico della Gazzetta dello Sport, un libro dedicato agli Internazionali d'Italia. Questi libri contengono una mole di statistiche ed aneddoti sulla storia del torneo e sulla carriera dei tennisti, specialmente italiani, che vi hanno preso parte nel corso degli anni. Nel 2011 Scanagatta pubblica "50 anni di Credito Sportivo, Mezzo Secolo di Campioni", realizzato in collaborazione con l'Istituto per il Credito Sportivo. Il libro ripercorre la carriera di 110 atleti italiani di 23 diversi sport, ponendo un particolare accento sulle rivalità che hanno caratterizzato lo sport italiano dal 1957 al 2011.
Nel maggio 2008, Scanagatta ha inoltre creato un proprio sito internet dedicato al tennis, Ubitennis, che vede la partecipazione di diversi giornalisti e collaboratori. Nel gennaio 2019, grazie a un articolo sulla finale dello US Open 2018 tra Naomi Ōsaka e Serena Williams, ha ricevuto un premio giornalistico dall'AIPS, l'associazione internazionale della stampa sportiva.